# Von heute auf morgen
Von heute auf morgen (Dall'oggi al domani) è un'opera in un atto composta da Arnold Schönberg, su libretto di "Max Blonda", pseudonimo di Gertrud Schönberg, moglie del compositore. Porta il numero d'opera 32 nel catalogo delle composizioni di Schönberg.
L'opera fu composta alla fine del 1928 (venne completata il primo giorno del 1929), e la prima si ebbe a Francoforte il 1º febbraio 1930, con la direzione di William Steinberg per una produzione di Herbert Graf.
Gli interpreti della prima rappresentazione furono:

Il marito: Benno Ziegler

La moglie: Else Gentner-Fischer

L'amica: Elisabeth Friedrich

Il cantante: Anton Maria Topitz
Fu la prima opera dodecafonica e l'unico lavoro comico di Schönberg. Se il libretto può essere visto come una sorta di satira su certi ambienti sociali, la musica è complessa, l'utilizzo delle voci e la grande orchestra creano un turbine spaventoso di furore. Il compositore descrisse così la musica di quest'opera: "La musica è brutta, come sempre nelle mie composizioni; corrisponde alla mia indole artistica e spirituale."
Schönberg inoltre scrisse: "Ho dimostrato nelle mie opere Von heute auf morgen e Moses und Aron che ogni espressione e caratterizzazione può essere prodotta con l'uso della libera dissonanza," in opposizione ad Alban Berg, il quale riteneva che un compositore non potesse, per ragioni drammatiche, rinunciare al contrasto associato al passaggio tra modo maggiore e minore.

## La fortuna dell'opera

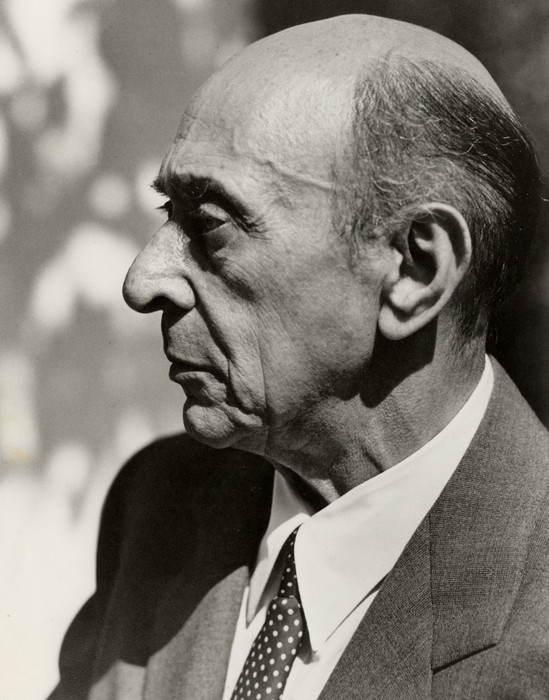
Arnold Schoenberg, 1948

Nel 1930, dopo la prima a Francoforte, lo stesso compositore condusse una produzione radiofonica a Berlino. In seguito, l'opera non venne più rappresentata durante la vita di Schönberg.
Tra le proposte recenti, si contano una messinscena alla Fenice di Venezia nel 2008 e quattro recite all'opera di Lipsia nel 2009.

## Trama
L'azione si svolge in un moderno soggiorno-letto.
Il marito e la moglie, al rientro da una serata, parlano degli incontri che hanno avuto, un tenore e una ex compagna di scuola di lei, con i quali ci sono state anche delle piccole avances. Durante la conversazione, gradualmente la moglie cerca di suscitare l'interesse del marito e infine si dispone in un delizioso négligé. Il figlio piccolo, svegliato, li interrompe, ma viene rimandato a letto. Telefona il cantante, la moglie suggerisce di proseguire la serata tutti insieme, e il marito si ingelosisce. La moglie indossa un vestito da sera, poi nuovamente un semplice abito da casa.
Al mattino presto, giungono in visita l'amica e il cantante, che sono un campionario delle ultime tendenze della società. Quando se ne vanno, il marito e la moglie si rendono conto, durante la colazione, che il loro rapporto è fondato sull'amore ed è ben diverso dalle mode, che passano "dall'oggi al domani".

## Organico orchestrale
L'orchestra è così composta:
2 flauti, 2 oboi, 4 clarinetti, 2 fagotti, 3 sassofoni, 2 corni, 2 trombe, 3 tromboni, tuba, percussioni, mandolino, chitarra, arpa, pianoforte, celesta, archi.

## Discografia
- Royal Philharmonic Orchestra diretta da Robert Craft, Erika Schmidt e Heather Harper soprani, Herbert Schachtschneider tenore, Derrik Olsen baritono. Registrata nel 1964. Pubblicata nel 1971 dalla Columbia Records.[5]
- Radio-Sinfonie-Orchester Frankfurt diretta da Michael Gielen, Christine Whittlesey e Claudia Barainsky soprani, Ryszard Karczykowski tenore e Richard Salter baritono. Registrata nell'ottobre 1996. Pubblicata nel 1997 da cpo.[6]

## Versione cinematografica
- Dall'oggi al domani: la registrazione del 1996 fu la base per una versione cinematografica (Du jour au lendemain) diretta dalla coppia di cineasti francesi Danièle Huillet e Jean-Marie Straub; realizzato in bianco e nero (con una sequenza prima dei titoli di testa che mostra l'orchestra durante l'accordatura), il film fu uno dei tre di Straub e Huillet basati su lavori di Schönberg. In precedenza, avevano diretto una versione cinematografica dell'opera incompiuta Moses und Aron.